# أحمد يحيى (لاعب كرة قدم عراقي)
أحمد يحيى محمود الحجاج (1 تموز 1995) هو لاعب كرة قدم عراقي، يلعب مع نادي الشرطة في الدوري العراقي الممتاز.

## مسيرة دولية
في 16 يونيو 2023، خاض أول مباراة دولية له مع العراق ضد كولومبيا في مباراة ودية.

## الإنجازات
الشرطة
- كأس السوبر العراقي: 2022

## روابط خارجية
- أحمد يحيى على موقع ناشيونال فوتبول تيمز (الإنجليزية)
- أحمد يحيى على موقع Soccerway.com (الإنجليزية)
- أحمد يحيى على موقع كووورة